# Гетенслебен
Гетенслебен (нім. Hötensleben) — громада в Німеччині, розташована в землі Саксонія-Ангальт. Входить до складу району Берде. Складова частина об'єднання громад Обере-Аллер.
Площа — 60,75 км2. Населення становить 3567 ос. (станом на 31 грудня 2021).

## Галерея

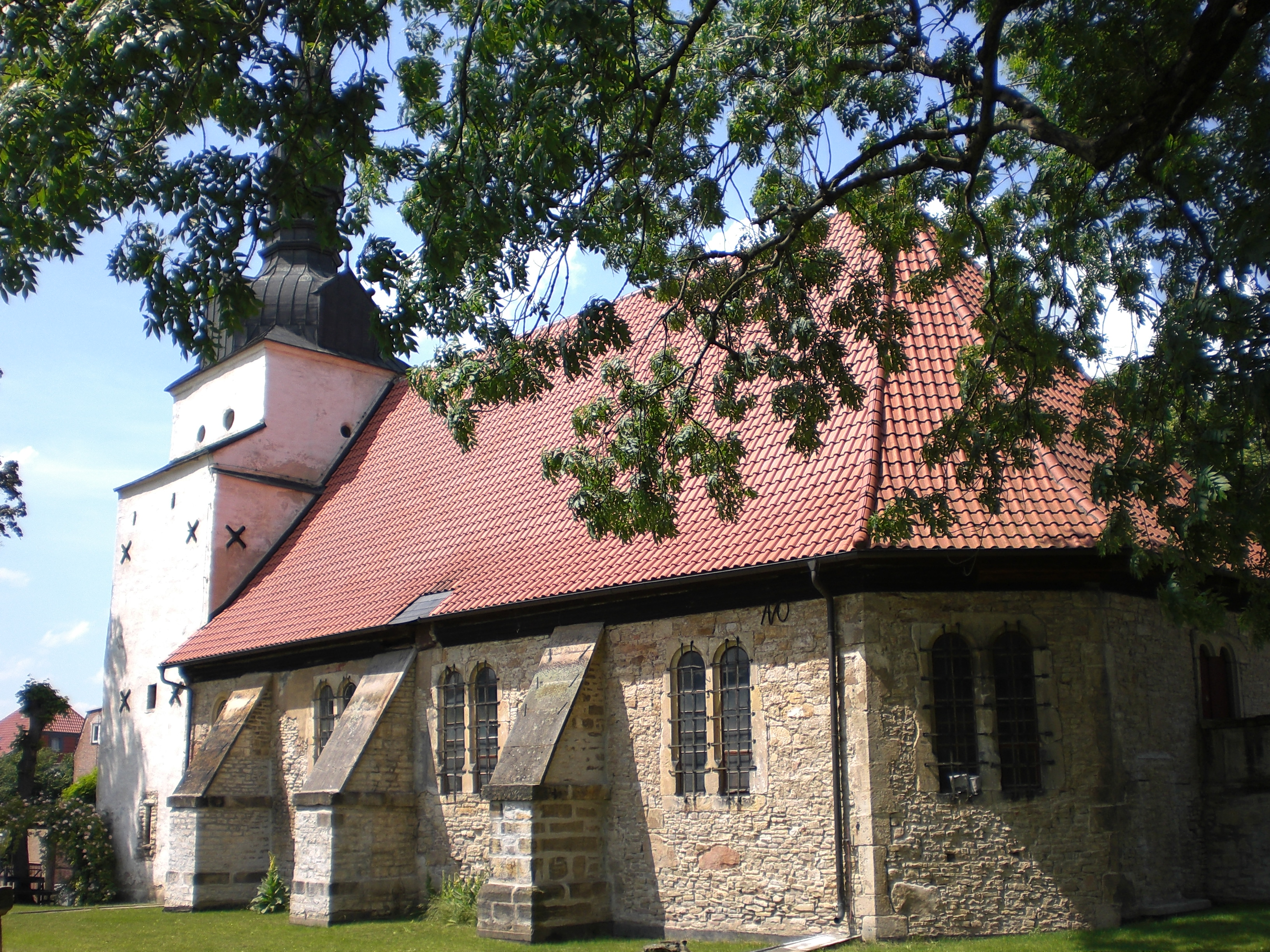
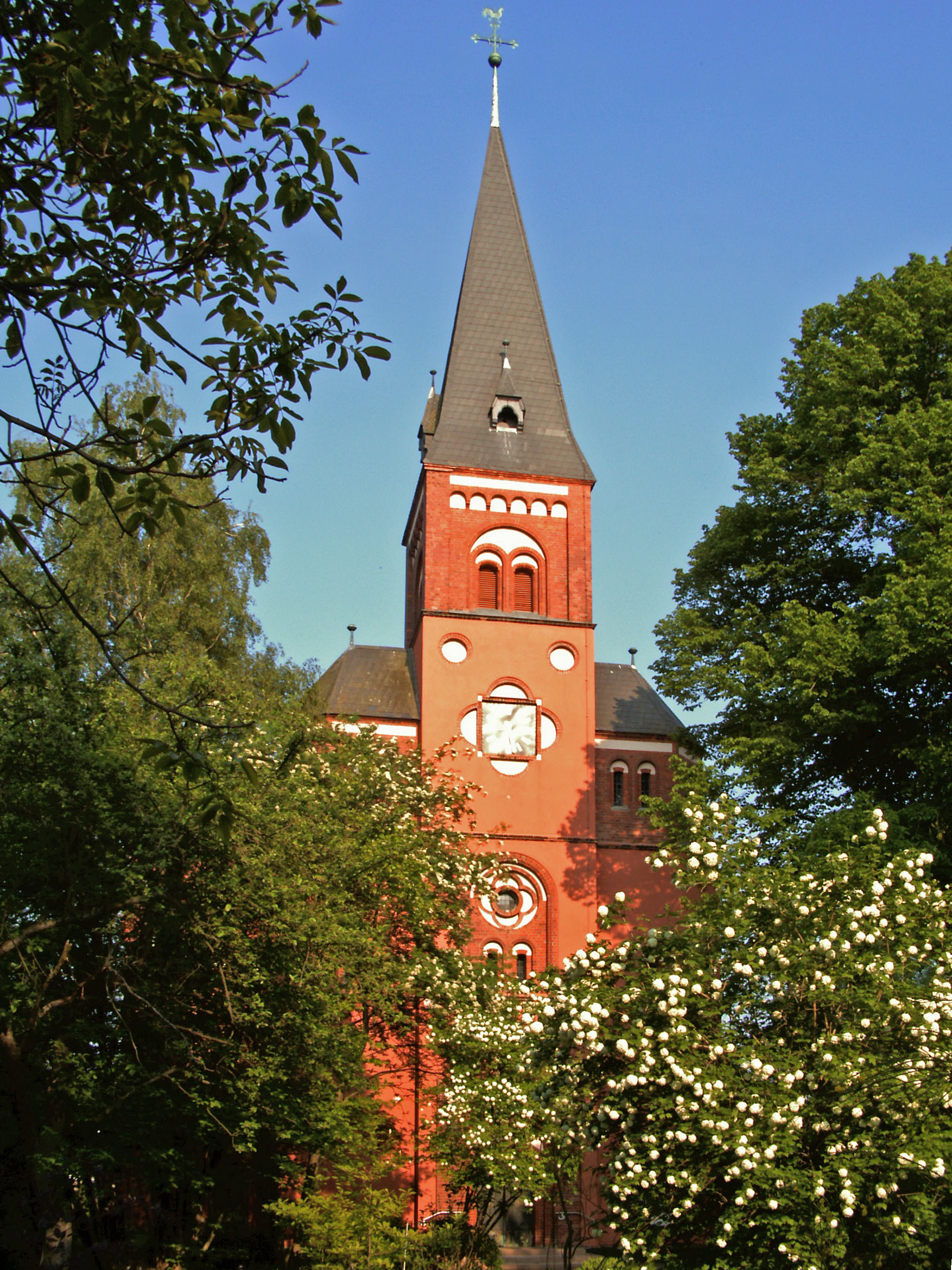
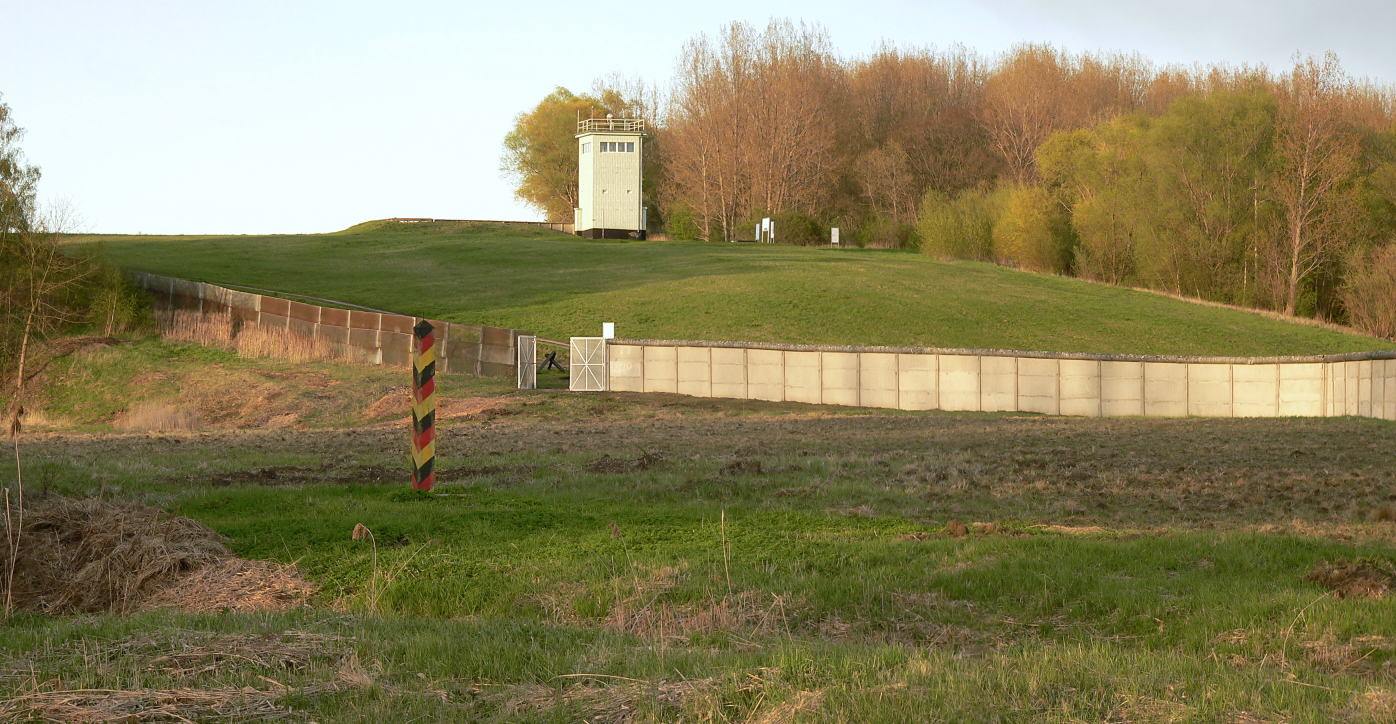